# Autrey (Vosges)
Pour les articles homonymes, voir Autrey.
Autrey ([otʁɛ] , en patois vosgien de la montagne [oːtʁɛj]) est une commune française située dans le département des Vosges, en région Grand Est.

## Géographie

### Localisation

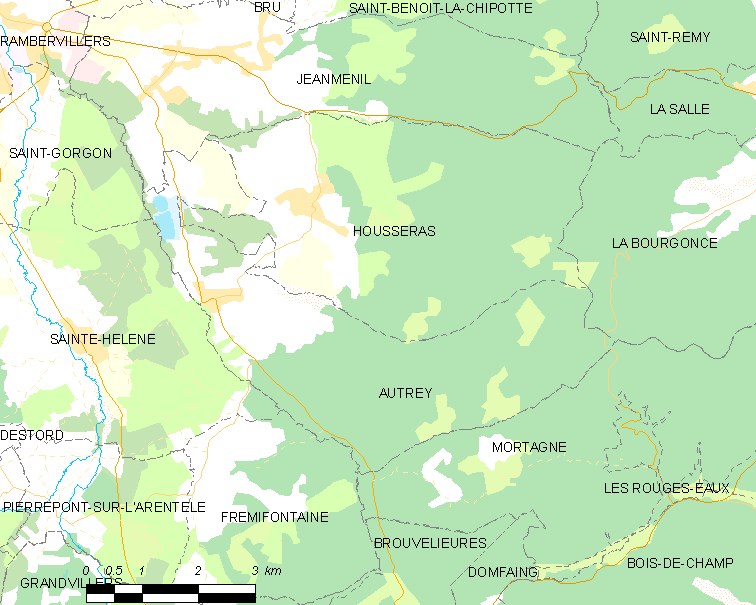
Situation géographique d'Autrey.

Autrey se situe dans la vallée de la Mortagne, 10 km en amont de Rambervillers. Le col de Mon Repos se situe pourtant sur le territoire de la commune, mais en sa pointe orientale et ne constitue donc pas un axe de circulation usité par sa population.

### Géologie et relief
La commune se compose de 32,25 hectares de territoires artificialisés (1,85 %), 436,85 hectares de territoires agricoles (25,09 %), et 1 204,50 hectares de forêts et milieux semi-naturels (25,71 %)
67,59 ha hectares e surfaces en eau (3,88 %).
Espaces naturels :
- Un espace protégé hors Natura 2000 :  Réserve biologique dirigée de Rambervillers[3],
- Un espace protégé Natura 2000 : Massif vosgien[4],
- Deux zones naturelles d'intérêt écologique, faunistique et floristique (Znieff) :

Massif vosgien,
La Mortagne et le Moussou de Mortagne à Saint-Hélène.
Hydrogéologie et climatologie : Système d’information pour la gestion des eaux souterraines du bassin Rhin-Meuse :
Territoire communal : Occupation du sol (Corinne Land Cover); Cours d'eau (BD Carthage),
Géologie : Carte géologique; Coupes géologiques et techniques,
 Hydrogéologie : Masses d'eau souterraine; BD Lisa; Cartes piézométriques.

### Sismicité
Commune située dans une zone 3 de sismicité modérée.

### Climat
Pour des articles plus généraux, voir Climat du Grand Est et Climat des Vosges.
En 2010, le climat de la commune est de type climat de montagne, selon une étude du Centre national de la recherche scientifique s'appuyant sur une série de données couvrant la période 1971-2000. En 2020, Météo-France publie une typologie des climats de la France métropolitaine dans laquelle la commune est exposée à un climat semi-continental et est dans la région climatique Vosges, caractérisée par une pluviométrie très élevée (1 500 à 2 000 mm/an) en toutes saisons et un hiver rude (moins de 1 °C).
Pour la période 1971-2000, la température annuelle moyenne est de 9,5 °C, avec une amplitude thermique annuelle de 16,9 °C. Le cumul annuel moyen de précipitations est de 983 mm, avec 12,8 jours de précipitations en janvier et 10,4 jours en juillet. Pour la période 1991-2020, la température moyenne annuelle observée sur la station météorologique de Météo-France la plus proche, « Roville », sur la commune de Roville-aux-Chênes à 12 km à vol d'oiseau, est de 10,3 °C et le cumul annuel moyen de précipitations est de 833,3 mm. 
La température maximale relevée sur cette station est de 40 °C, atteinte le 25 juillet 2019 ; la température minimale est de −24,5 °C, atteinte le 2 janvier 1971,,.
Les paramètres climatiques de la commune ont été estimés pour le milieu du siècle (2041-2070) selon différents scénarios d'émission de gaz à effet de serre à partir des nouvelles projections climatiques de référence DRIAS-2020. Ils sont consultables sur un site dédié publié par Météo-France en novembre 2022.

### Hydrographie et les eaux souterraines
La commune est située dans le bassin versant du Rhin au sein du bassin Rhin-Meuse. Elle est drainée par la Mortagne, le ruisseau de St-Florent, le ruisseau Ancienne Mortagne et le ruisseau de la Colline des Mossous,.
La Mortagne, d'une longueur totale de 74,6 km, prend sa source dans la commune de Saint-Léonard et se jette  dans la Meurthe à Mont-sur-Meurthe, après avoir traversé 26 communes.

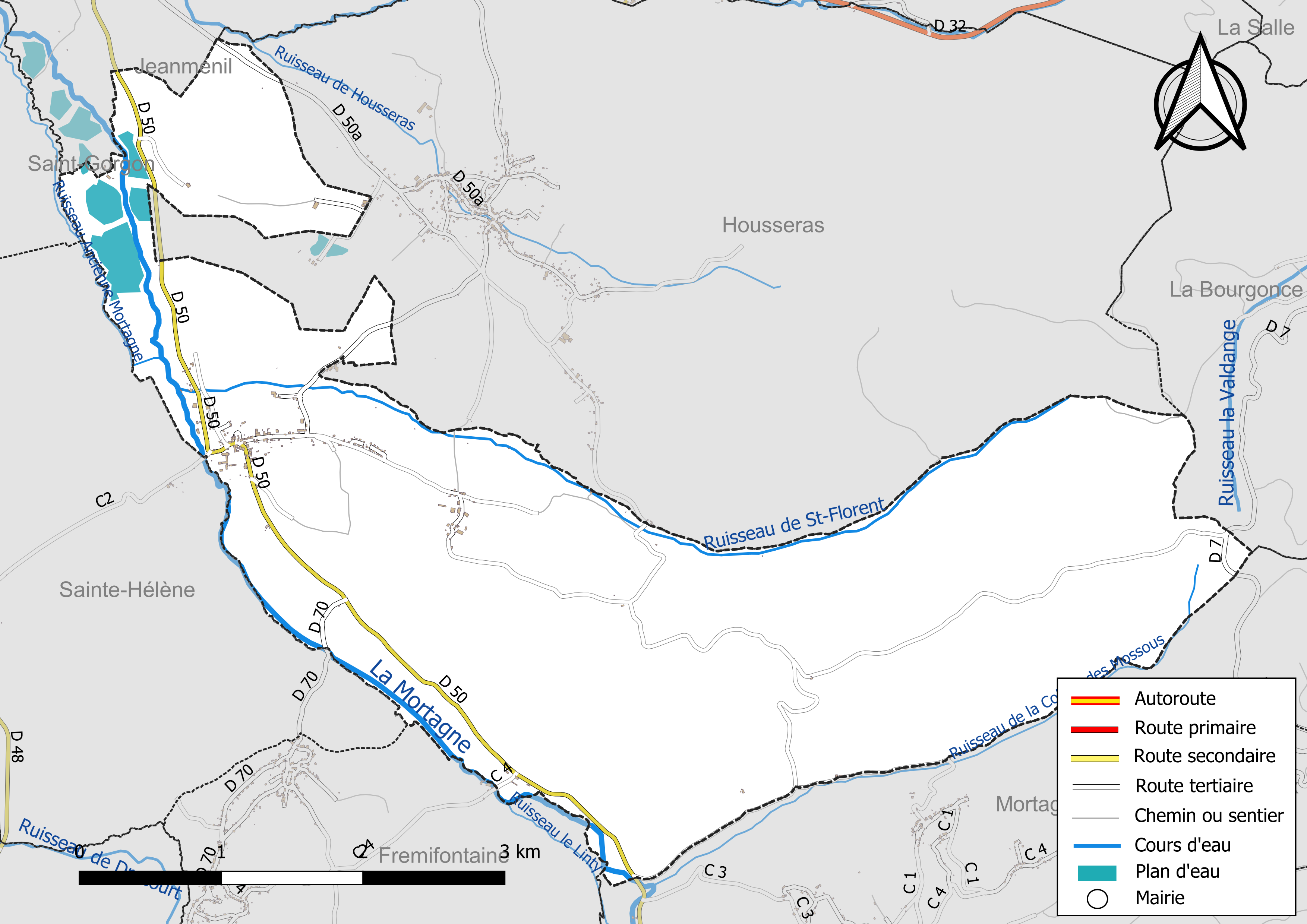
Réseaux hydrographique et routier d'Autrey.

## Urbanisme

### Typologie
Au 1er janvier 2024, Autrey est catégorisée commune rurale à habitat dispersé, selon la nouvelle grille communale de densité à sept niveaux définie par l'Insee en 2022.
Elle est située hors unité urbaine. Par ailleurs la commune fait partie de l'aire d'attraction de Rambervillers, dont elle est une commune de la couronne,. Cette aire, qui regroupe 15 communes, est catégorisée dans les aires de moins de 50 000 habitants,.

### Intercommunalité
Commune membre de la Communauté de communes de la Région de Rambervillers.

### Occupation des sols
L'occupation des sols de la commune, telle qu'elle ressort de la base de données européenne d’occupation biophysique des sols Corine Land Cover (CLC), est marquée par l'importance des forêts et milieux semi-naturels (69,3 % en 2018), une proportion sensiblement équivalente à celle de 1990 (69,9 %). La répartition détaillée en 2018 est la suivante : 
forêts (69,3 %), zones agricoles hétérogènes (11,5 %), prairies (7,8 %), terres arables (5,6 %), eaux continentales (3,9 %), zones urbanisées (1,8 %). L'évolution de l’occupation des sols de la commune et de ses infrastructures peut être observée sur les différentes représentations cartographiques du territoire : la carte de Cassini (XVIIIe siècle), la carte d'état-major (1820-1866) et les cartes ou photos aériennes de l'IGN pour la période actuelle (1950 à aujourd'hui).

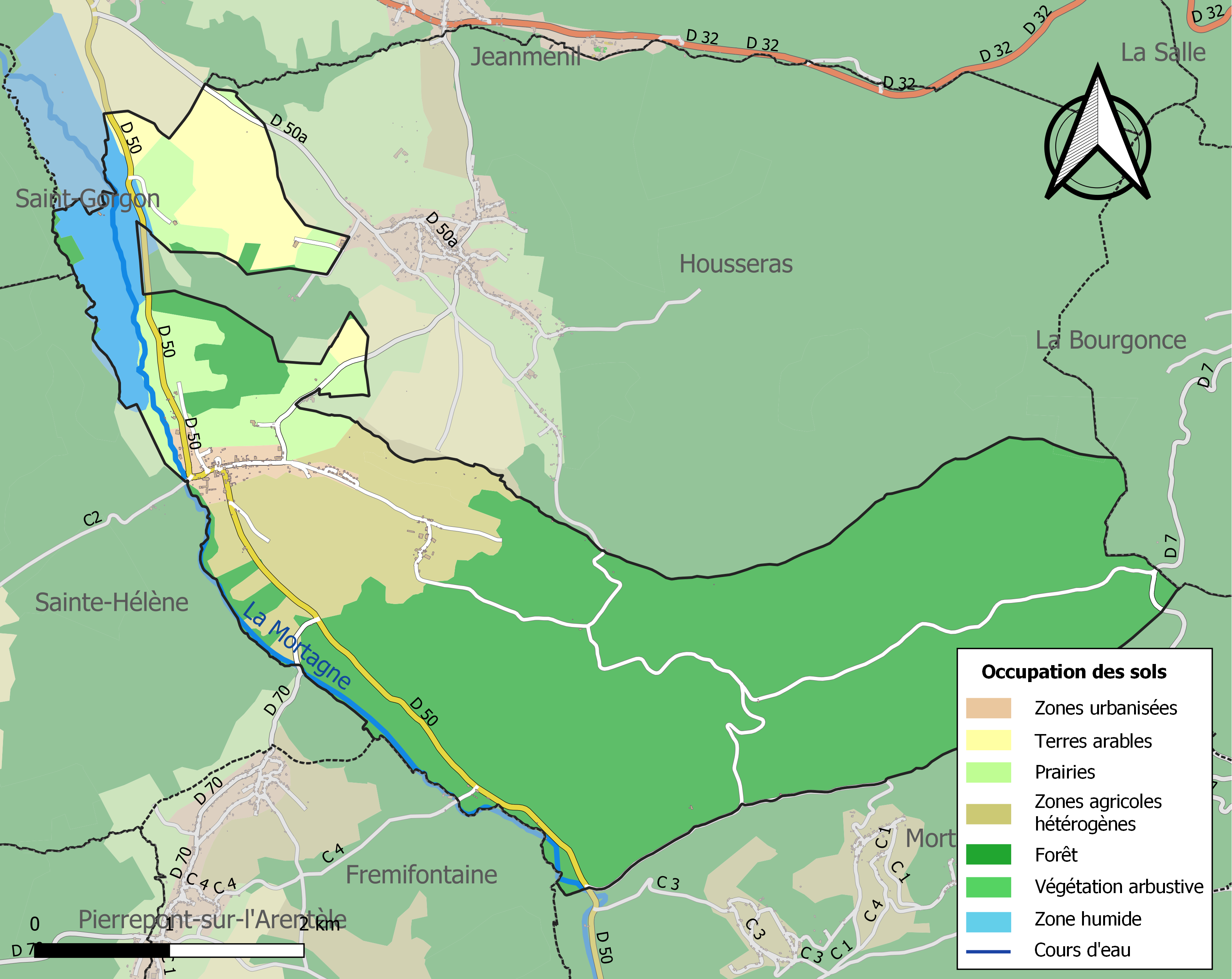
Carte des infrastructures et de l'occupation des sols de la commune en 2018 (CLC).

## Toponymie
Le nom de la localité est attesté sous les formes M. de Altirei (1101) ; Abbas de Altereo (1170) ; De Alteriaco (1176) ; Altericum (1187) ; Alteriacensis ecclesia (1198) ; Abb. de Autereio (XIIe siècle) ; Abati Miloni de Atiri (XIIe siècle) ; Auteri (1238) ; Autrei (1290) ; Aterei (1291) ; Atri (1298) ; Atrey (1303) ; De Altereyo (1334) ; Auterey (1347) ; Altrey l’abbaye (1380) ; Altrey, Autry (1396) ; Aultrey en Vosges (1448) ; Zu Atry (1482) ; Altrey (1483) ; Autrey (1487) ; Aultrei (1510) ; De Atreyo (1570) ; Autrey-sur-Mortagne (1779).

## Histoire
À la fin de l'année 1149, le cardinal Étienne de Bar, évêque de Metz fonde l'abbaye d'Autrey dans laquelle s’installe une communauté de chanoines réguliers.
Le dernier abbé d'Autrey devint le premier évêque du diocèse de Saint-Dié créé en 1777.
En 1982, après 10 ans d'abandon, l'évêque des Vosges, Mgr Vilnet, évêque de Saint-Dié, appelle la Communauté des Béatitudes (appelée désormais "famille ecclésiale de vie consacrée"), qui depuis plus de 30 ans redonne vie à l'Abbaye.

## Politique et administration

### Budget et fiscalité 2023

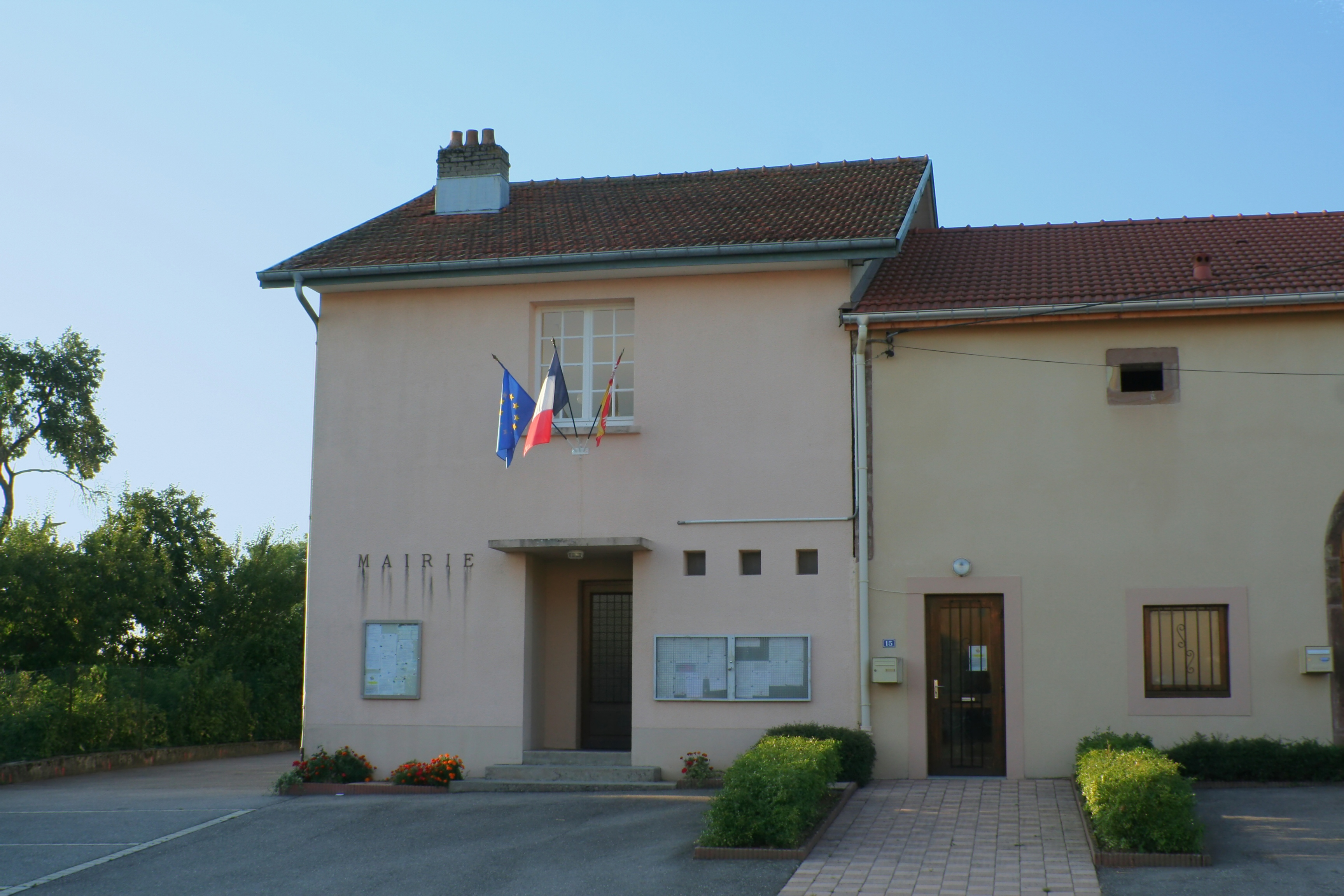
Mairie.

En 2023, le budget de la commune était constitué ainsi :
- total des produits de fonctionnement : 179 000 €, soit 613 € par habitant ;
- total des charges de fonctionnement : 114 000 €, soit 390 € par habitant ;
- total des ressources d'investissement : 123 000 €, soit 423 € par habitant ;
- total des emplois d'investissement : 108 000 €, soit 369 € par habitant ;
- endettement : 129 000 €, soit 476 € par habitant.

Avec les taux de fiscalité suivants :
- taxe d'habitation : 16,12 % ;
- taxe foncière sur les propriétés bâties : 34,53 % ;
- taxe foncière sur les propriétés non bâties : 21,24 % ;
- taxe additionnelle à la taxe foncière sur les propriétés non bâties : 0,00 % ;
- cotisation foncière des entreprises : 0,00 %.

Chiffres clés Revenus et pauvreté des ménages en 2021 : médiane en 2021 du revenu disponible, par unité de consommation : 20 310 €.

### Liste des maires
| Période                                  | Période      | Identité                    | Étiquette | Qualité                       |
| ---------------------------------------- | ------------ | --------------------------- | --------- | ----------------------------- |
| Les données manquantes sont à compléter. |              |                             |           |                               |
| 1976                                     | mars 2008    | Gilbert Bansept (1932-2023) |           | Gérant de scierie             |
| mars 2008                                | juillet 2020 | Cécile Chaumont             | DVD       | Commerçante retraitée         |
| juillet 2020                             | En cours     | Jacques Colné               | SE        | Ancien agriculteur exploitant |

## Population et société

### Démographie

#### Pyramide des âges
L'évolution du nombre d'habitants est connue à travers les recensements de la population effectués dans la commune depuis 1793. Pour les communes de moins de 10 000 habitants, une enquête de recensement portant sur toute la population est réalisée tous les cinq ans, les populations de référence des années intermédiaires étant quant à elles estimées par interpolation ou extrapolation. Pour la commune, le premier recensement exhaustif entrant dans le cadre du nouveau dispositif a été réalisé en 2008.

En 2022, la commune comptait 275 habitants, en évolution de −5,5 % par rapport à 2016 (Vosges : −2,96 %, France hors Mayotte : +2,11 %).
| 1793 | 1800 | 1806 | 1821 | 1831 | 1836 | 1841 | 1846 | 1856 |
| ---- | ---- | ---- | ---- | ---- | ---- | ---- | ---- | ---- |
| 290  | 222  | 419  | 424  | 445  | 439  | 416  | 410  | 403  |

| 1861 | 1866 | 1876 | 1881 | 1886 | 1891 | 1896 | 1901 | 1906 |
| ---- | ---- | ---- | ---- | ---- | ---- | ---- | ---- | ---- |
| 499  | 450  | 399  | 444  | 421  | 386  | 403  | 378  | 300  |

| 1911 | 1921 | 1926 | 1931 | 1936 | 1946 | 1954 | 1962 | 1968 |
| ---- | ---- | ---- | ---- | ---- | ---- | ---- | ---- | ---- |
| 288  | 385  | 379  | 355  | 325  | 330  | 263  | 218  | 223  |

| 1975 | 1982 | 1990 | 1999 | 2006 | 2008 | 2013 | 2018 | 2022 |
| ---- | ---- | ---- | ---- | ---- | ---- | ---- | ---- | ---- |
| 195  | 204  | 287  | 297  | 308  | 303  | 283  | 282  | 275  |

### Enseignement
Établissements d'enseignements :
- Écoles maternelles à Housseras, Fremifontaine, Sainte-Hélène, Jeanménil, Brouvelieures.
- Écoles primaires à Housseras, Autrey, Fremifontaine, Sainte-Hélène, Jeanménil.
- Collèges à Bruyères, Rambervillers, Raon-l'Étape.
- Lycées à Bruyères, Roville-aux-Chênes, Raon-l'Étape.

### Santé
Professionnels et établissements de santé :
- Médecins à Rambervillers, Grandvillers, Brouvelieures, Bruyères, Sercoeur, Laveline-devant-Bruyères, Saint-Michel-sur-Meurthe, Étival-Clairefontaine.
- Pharmacies à Rambervillers, Bruyères, Saint-Michel-sur-Meurthe, Étival-Clairefontaine.
- Hôpitaux à Rambervillers, Bruyères, Raon-l'Étape, Baccarat, Thaon-les-Vosges.

### Cultes
- Culte catholique[34], Paroisse Saint Hubert du Ban de Jeanménil[35], Diocèse de Saint-Dié.
- Culte protestant à Raon-l'Étape.
- Culte israélite à Épinal.

## Économie

### Entreprises et commerces

#### Agriculture
- Reproduction de plantes.

#### Tourisme
- Hébergements et restauration à Housseras, Frémifontaine, Jeanménil, Pierrepont, Mortagne.

#### Commerces
- Commerces et services de proximité[36].

## Culture locale et patrimoine

### Lieux et monuments

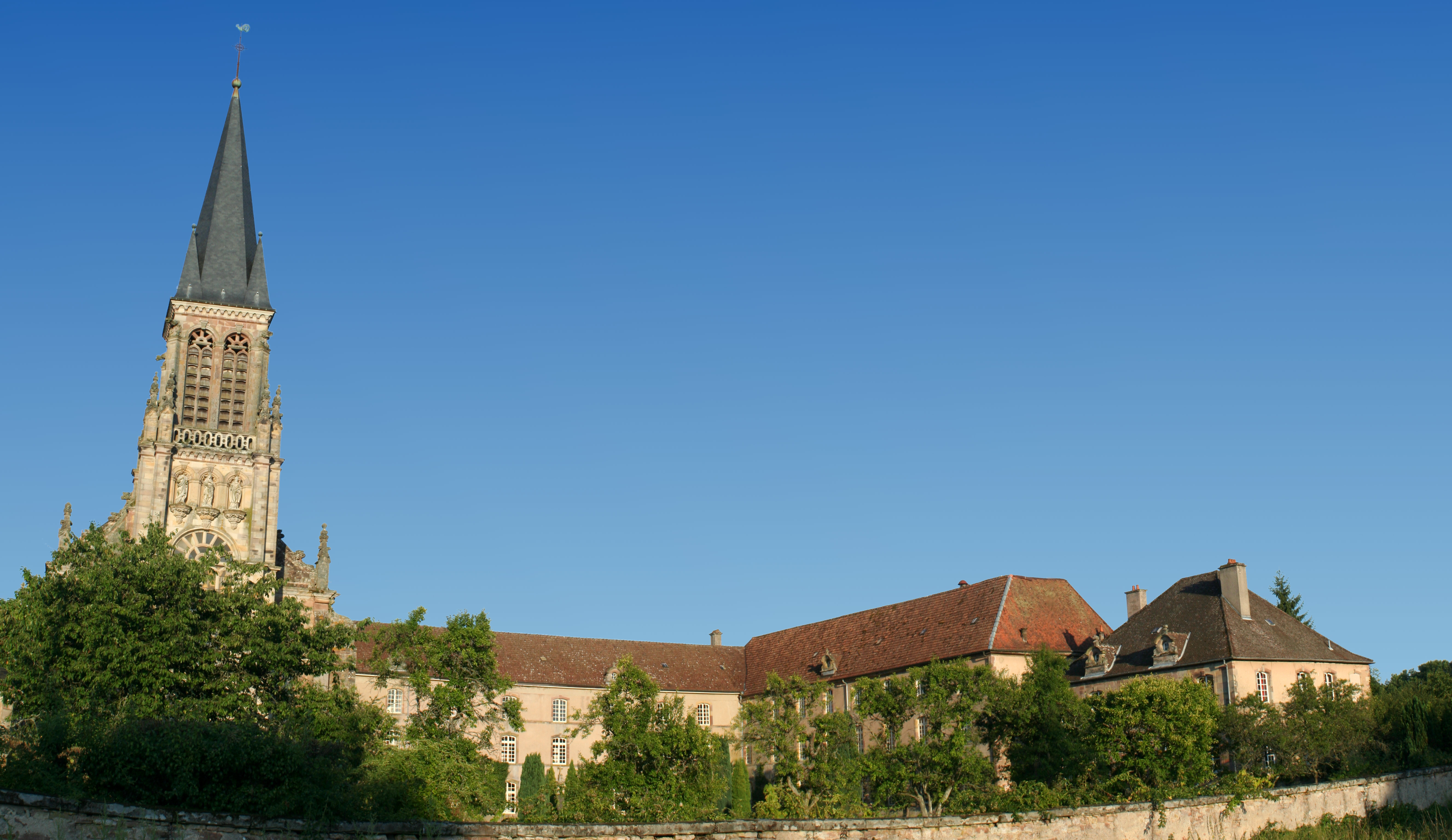
L'abbaye Notre-Dame.
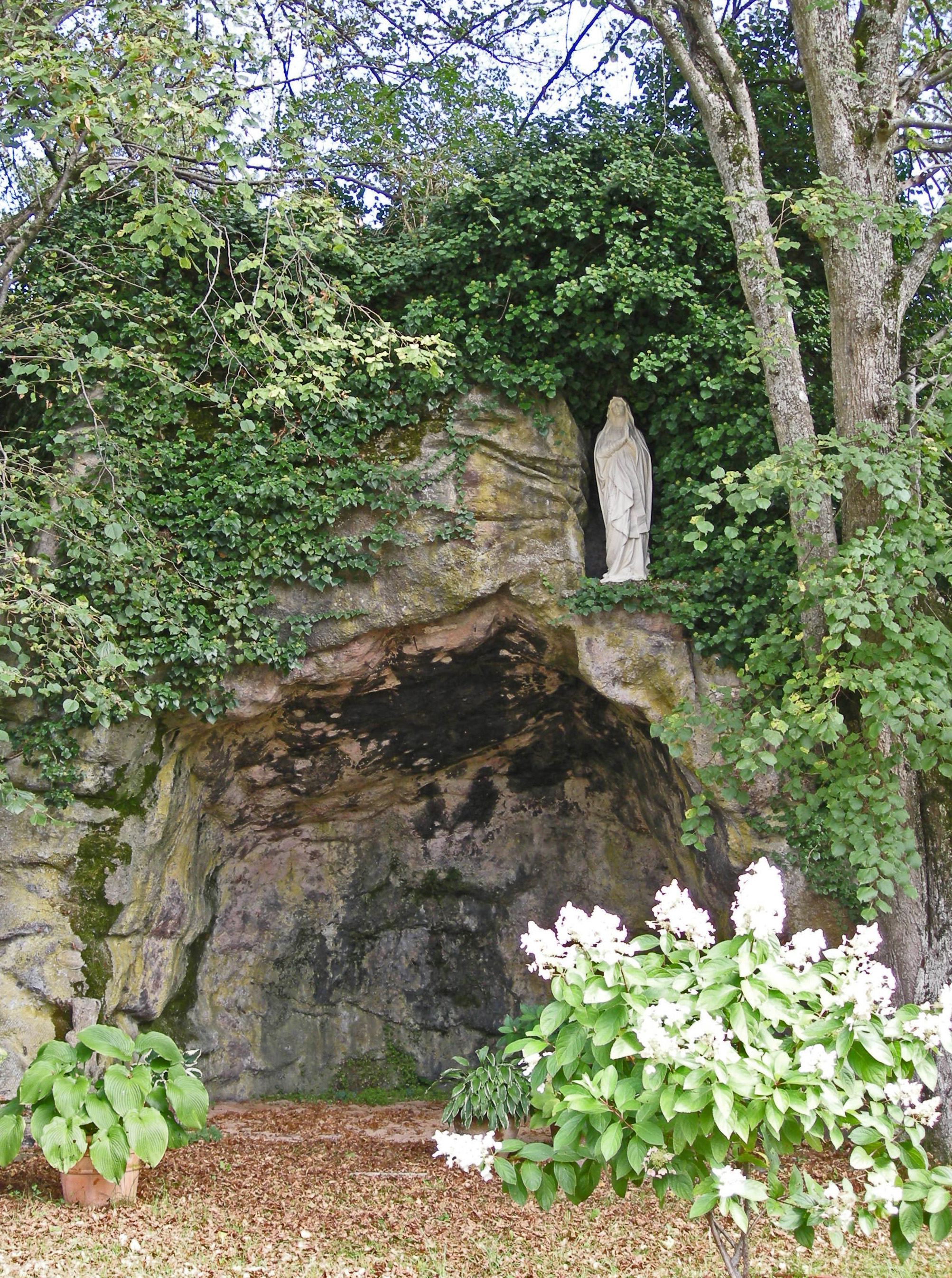
Notre-Dame d'Autrey.
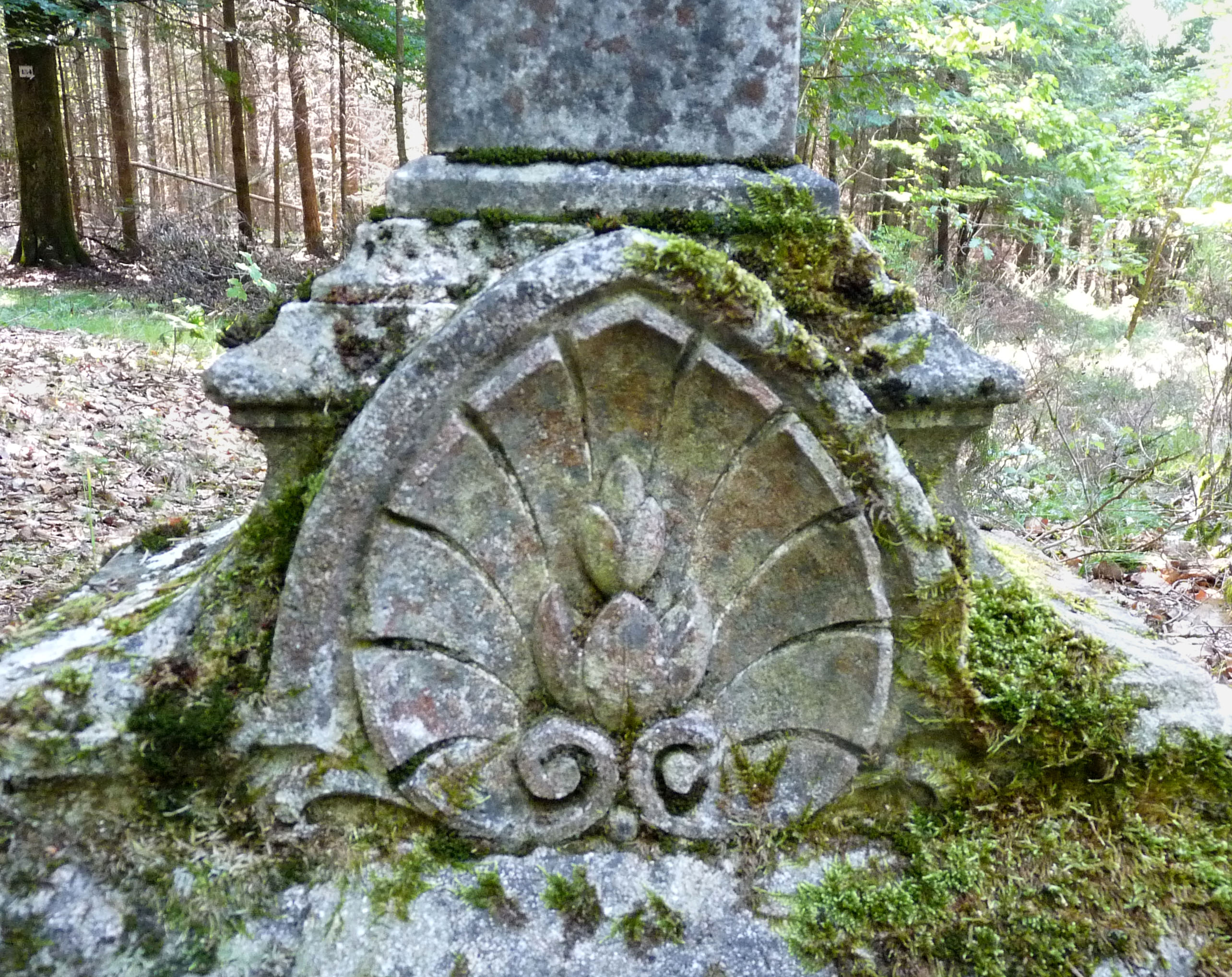
Détail de la La croix Walter .
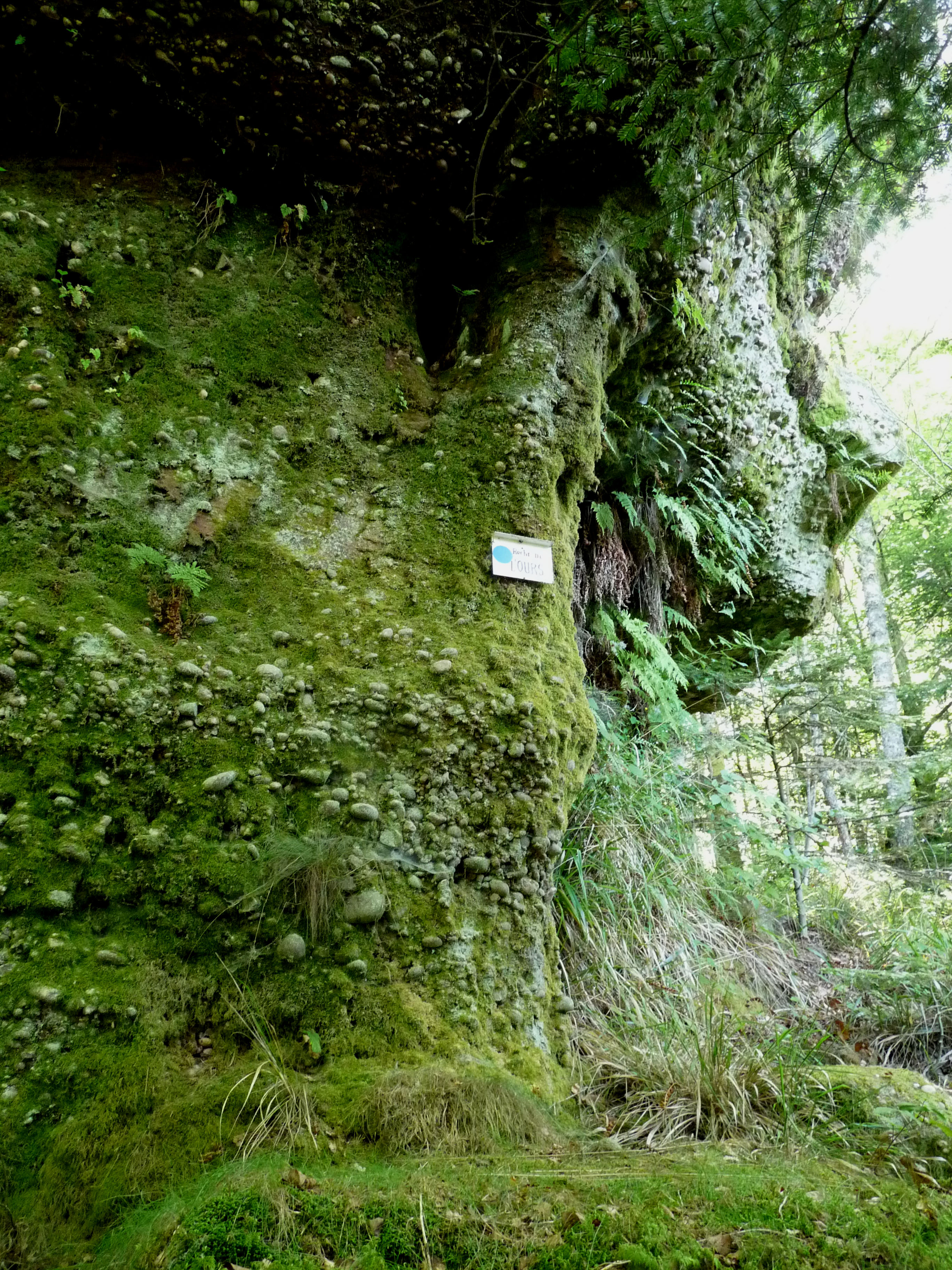
Roche de l'Ours.

- Église abbatiale Notre-Dame[37],[38] et Abbaye Notre-Dame[39] : fondée en 1149 par l'évêque de Metz Étienne de Bar au retour de la deuxième croisade, l'abbaye d'Autrey fut vendue à la Révolution. Elle devint une tréfilerie (cordes à piano, clous et épingles), puis un séminaire en 1859. Reprise par l'État en 1905 pour servir d'hospice, elle redevint un séminaire de 1931 à 1975. Elle est classée monument historique[40] ;

Patrimoine mobilier ;
* statue : Saint Augustin,
* croix : Christ en croix,
* statue : Vierge à l'Enfant,
* statue : Saint Hubert,
* Orgue neuf de Jacquot-Lavergne de 1954,.

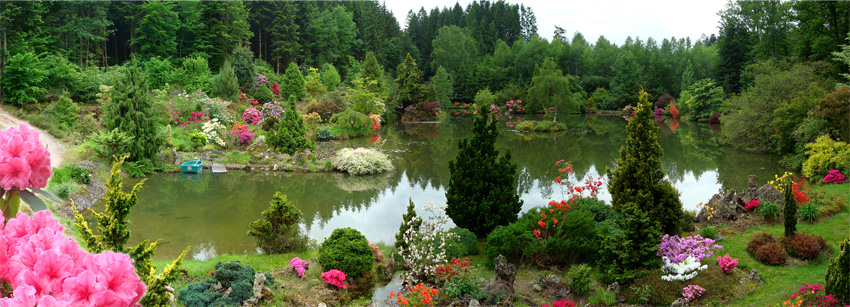
Jardin botanique de Gondremer.

- Parc de 4 hectares classé "jardin remarquable".
- Grotte de Lourdes[48].
- Jardin botanique de Gondremer.
- Chapelle Saint-Florent (rue Saint-Florent) :

statue Saint Dié,
statue Saint Urbain,
statue l'Immaculée Conception.
- La croix Walter érigée en hommage à un ouvrier forestier.
- Monument aux morts[52] : Conflits commémorés : Guerres franco-allemandes 1914-1918[53] - 1939-1945[54].

### Personnalités liées à la commune
- Barthélemy-Louis-Martin Chaumont (1737-1808), dernier abbé d'Autrey et premier évêque du diocèse de Saint-Dié ;
- François Conrad, né à Autrey le 25 janvier 1840, garde général de l'Administration des forêts[55].
- Médaillés de Sainte-Hélène[56].

### Héraldique
| Blason de Autrey (Vosges) | Blason  | Écartelé: au 1 de sinople à un poisson d'argent nageant en pal, contourné et courbé , au 2 d'or à la barre d'azur accompagnée de deux sapins de sinople, au 3 d'or à la barre de gueules chargée de trois alérions d'argent, au 4 de sinople à un grêlier contourné d'argent; à l'abbaye du lieu (Notre-Dame) de pourpre en silhouette au trait d'argent, chargée de l'inscription « Autrey » du même, brochant sur le tout. |
| Blason de Autrey (Vosges) | Détails | Armes parlantes ( Au trait d'argent /Autrey). Le statut officiel du blason reste à déterminer. |

## Pour approfondir